# Axel Matias Haglund
Axel Matias Haglund (Helsinki, 16 dicembre 1884 – Helsinki, 21 febbraio 1948) è stato un canottiere finlandese.
Partecipa ai Giochi di Stoccolma 1912, nel singolo, ma viene eliminato subito: nella terza batteria viene superato di 8 lunghezze dal canadese Everard Butler.